# Baleárská kuchyně

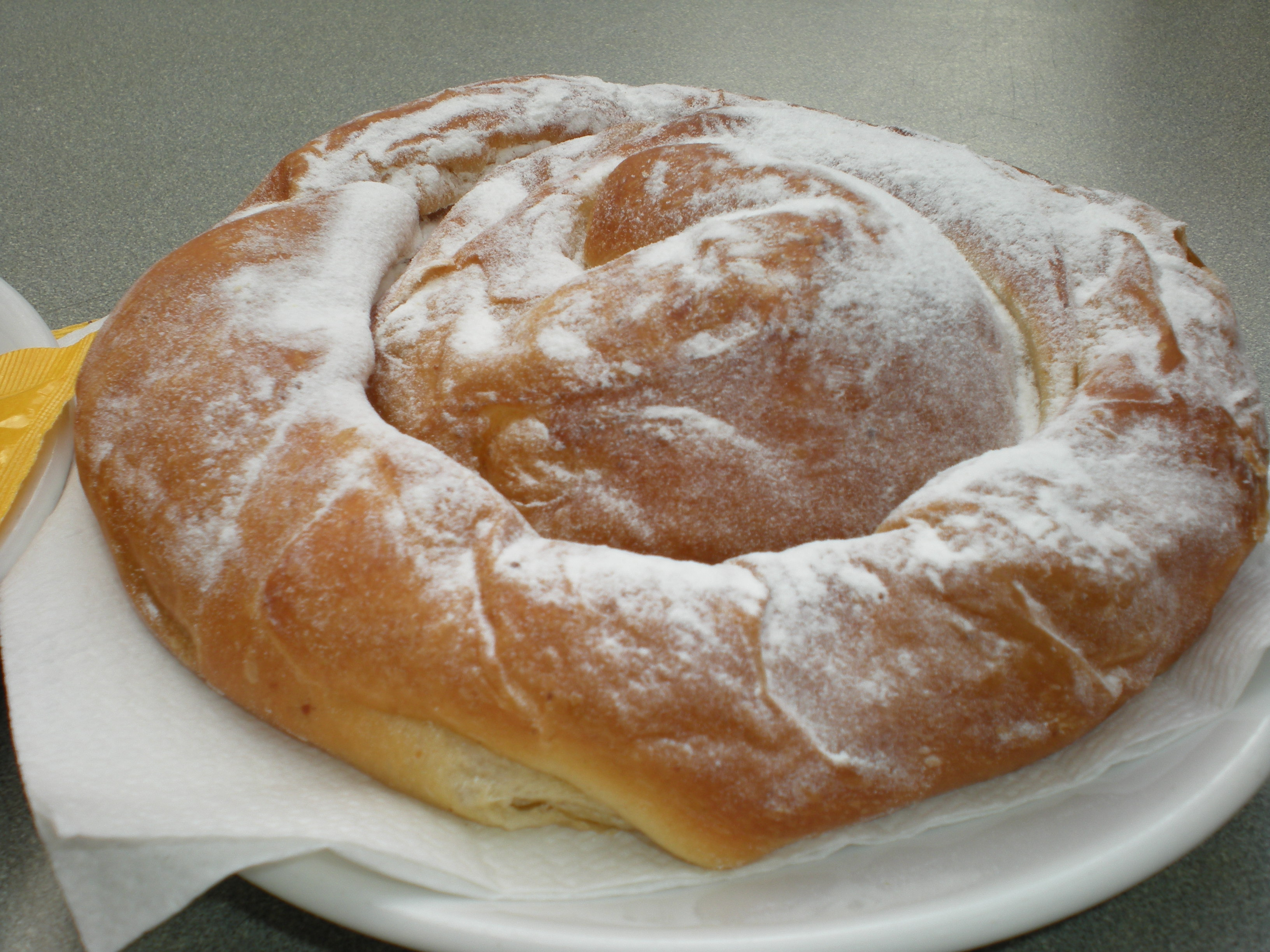
Ensaïmada

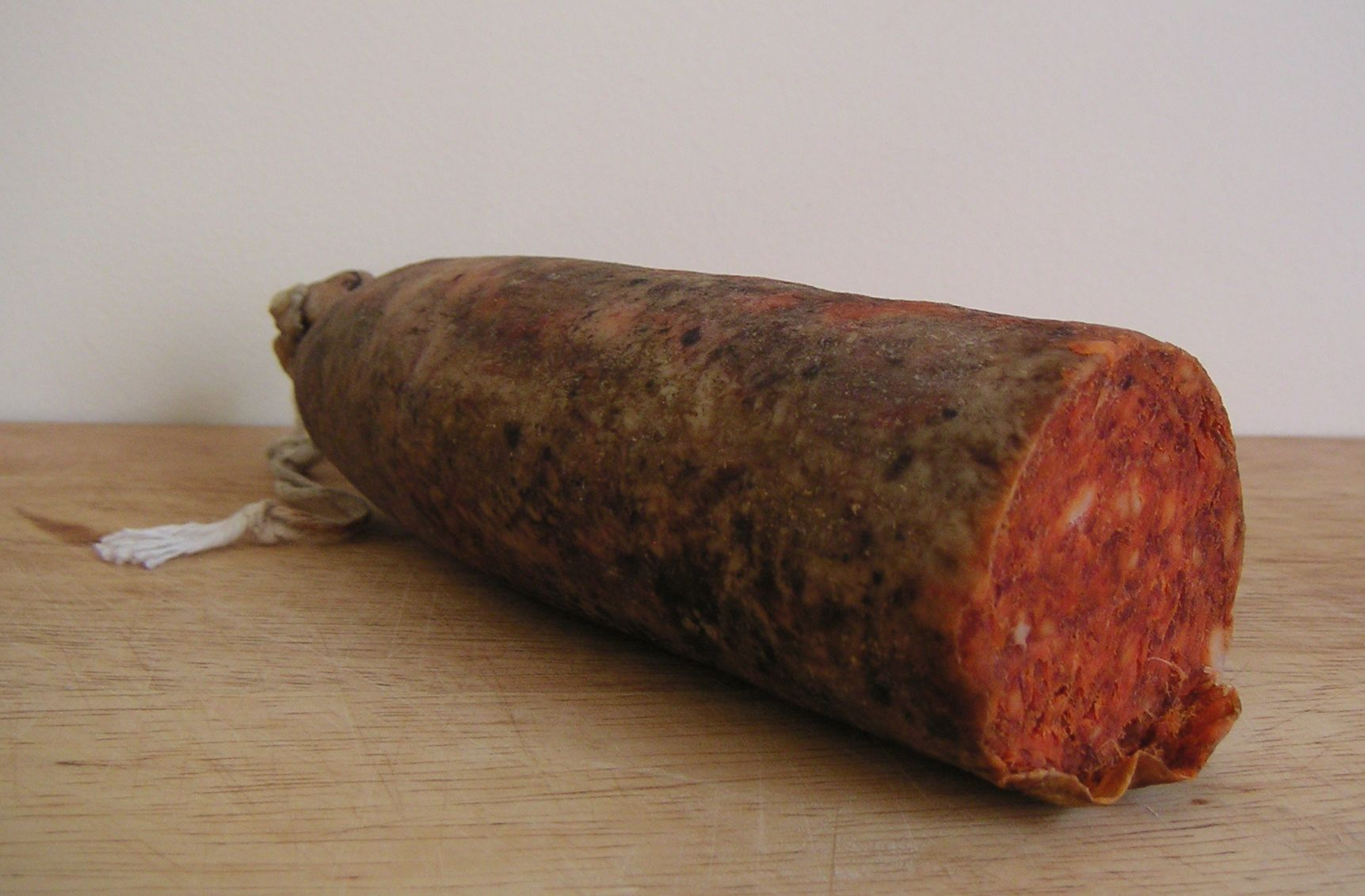
Sobrassada

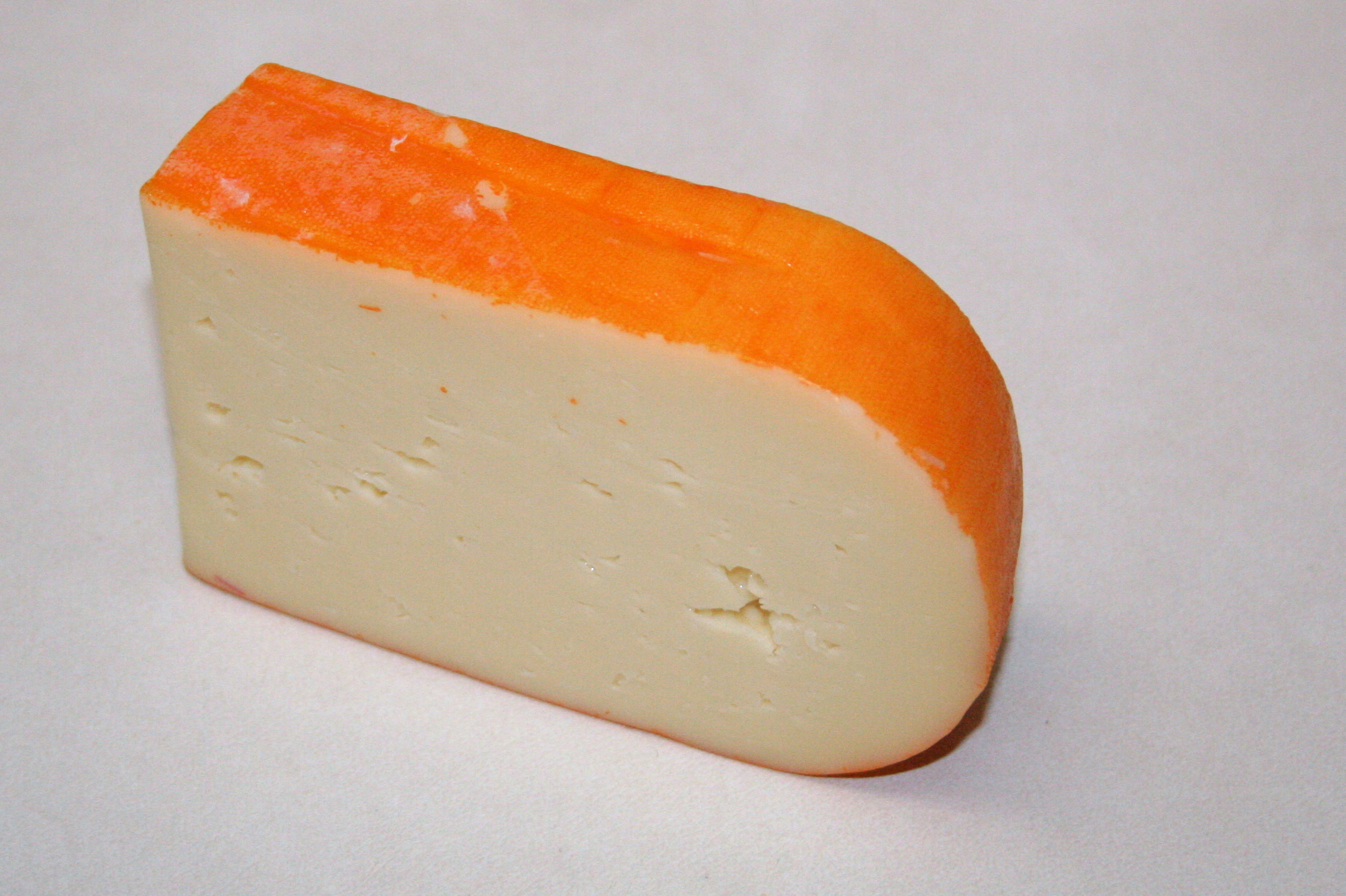
Sýr maó

Baleárská kuchyně (španělsky: Gastronomía de Baleares, katalánsky: Gastronomia de les Illes Balears) je podobná tradiční katalánské kuchyni. Tradiční kuchyně Baleárských ostrovů využívá zeleninu, obiloviny a luštěniny a nepoužívá příliš tuku.

## Příklady baleárských pokrmů
- Ensaïmada, tradiční dezert ve tvaru šneka z Mallorcy. Připravuje se z mouky, vody, cukru, vajec, kvásku a sádla.
- Sobrassada, vepřová klobása podávaná s paprikou
- Maó, tvrdý kravský sýr
- Caldereta, dušení humři
- Coca, koláčky s různými polevami, někdy podávané s opečenou zeleninou, někdy jako dezert
- Tombet, pokrm z lilku, brambor a papriky
- Flaó, velikonoční dezert ze sýru cottage
- Escargot, pokrm ze šneků
- Víno